# Илия Костадинов
Илия Костадинов (Константинов), наречен Байковски, е български революционер, деец на Вътрешната македоно-одринска революционна организация и на Вътрешната македонска революционна организация.

## Биография
Илия Костадинов е роден през 1888 година в петричкото село Байково, тогава в Османската империя, днес в Северна Македония. Присъединява се към ВМОРО и е един от важните куриери, привеждащи работници и чети от Струмишко за Поройско. Участва в Балканските войни и Първата световна война. След възстановяването на ВМРО става четник при Георги Въндев, а по-късно в Струмишката чета на Панделия Стоянов. Участва в редица сражения, сред които тези при Върла чука и Арамийската чука в планината Огражден. Загива заедно с двама четници в сражение със сръбска войска край родното си село на 14 юни 1933 година.